# Liste der Bodendenkmäler in Scheidegg
Auf dieser Seite sind die Bodendenkmäler in dem schwäbischen Markt Scheidegg zusammengestellt. Diese Tabelle ist eine Teilliste der Liste der Bodendenkmäler in Bayern. Grundlage ist die Bayerische Denkmalliste, die auf Basis des Bayerischen Denkmalschutzgesetzes vom 1. Oktober 1973 erstmals erstellt wurde und seither durch das Bayerische Landesamt für Denkmalpflege geführt wird. Die folgenden Angaben ersetzen nicht die rechtsverbindliche Auskunft der Denkmalschutzbehörde.

## Bodendenkmäler in Scheidegg

### Bodendenkmäler in der Gemarkung Scheffau
| Lage                             | Objekt                                                                        | Akten-Nr.     | Bild           |
| -------------------------------- | ----------------------------------------------------------------------------- | ------------- | -------------- |
| Scheffau Kirchenanger (Standort) | Spätmittelalterliche Vorgängerbauten der Katholischen Pfarrkirche St. Martin. | D-7-8425-0020 | weitere Bilder |

### Bodendenkmäler in der Gemarkung Scheidegg
| Lage                                           | Objekt                                                                                            | Akten-Nr.     | Bild                          |
| ---------------------------------------------- | ------------------------------------------------------------------------------------------------- | ------------- | ----------------------------- |
| Scheidegg Schalkenried „Hinterrain“ (Standort) | Abschnittsbefestigung des Mittelalters und der frühen Neuzeit.                                    | D-7-8425-0003 |                               |
| Scheidegg Kirchplatz (Standort)                | Mittelalterliche und frühneuzeitliche Befunde im Bereich der Katholischen Pfarrkirche St. Gallus. | D-7-8425-0022 | weitere Bilder                |
| Scheidegg Zollstraße 21 (Standort)             | Mittelalterliche und frühneuzeitliche Befunde im Bereich der Katholischen Kapelle St. Anna.       | D-7-8425-0023 | Kapelle St. Anna in Scheidegg |